# Escudo de armas de Chiautempan

## Exposición General
El conjunto representa un doble paralelograma, terminado en la parte inferior por un doble ángulo.
En la parte superior, esquina izquierda, encerrada entre líneas gruesas, se haya una cariátide; a la derecha de ésta dos eslabones cortados de una greca tolteca estilizada teniendo como núcleo, un círculo, símbolo del juego de pelota. “UTLI”, en el centro, la inscripción siguiente: “Chicuey Calpulli”; ocho barrios; a la derecha, la continuación similar artística de las figuras antes descritas; a los lados, se ve una greca de zetas entrelazadas, simulando dos culebras, cuyos rabos se aúnan en la parte superior torciéndose las cabezas hacia el vértice inferior del ángulo. Cerrando esta figura, se lee el siguiente lema: “Tlaltequipanahua Icnime Altepetl”, que quiere decir “Pueblo de Hermanos que trabajan”, cada uno en su oficio y todos por el bien colectivo de la población; el centro; dos paralelogramos, debajo, otros tres; sujeto a éstos y en el centro, un pentágono; a los lados izquierdo y derecho, un trapecio; por último, se cierra la cuadrícula con otros dos trapecios tangentes.
Cada una de las figuras geométricas, tiene otras simbólicas, que en seguida se describen.

## Exposición de las Figuras en Particular
1.	El cuadro de la parte superior izquierda, representa un templo aborigen, con cuatro gradas y una explanada a manera de escalinata; en el cuerpo de arriba, de pie, se destaca la figura de una joven mujer indígena, y en el basamento del templo, la palabra náhuatl “Suatiotzi”, que quiere decir “Diosa Mujer”, en sentido literal.
2.	Bajo la figura anterior, se ve representado un coyote desollado en inmediatamente, tres sacerdotes indios que lo contemplan; al pie de esta figura va escrita la palabra “Coyonocatzi”, cuya traducción es: “Carne de Coyote Sagrado”.
3.	Siguiendo hacia abajo, en el primer trapecio, aparece una culebra saliendo del agua, notándose que hay cerca plantas acuáticas, y al calce la palabra “Chahcoatzi”, expresando ésta “Víbora de Agua”
4.	En el segundo trapecio, se ve otro lago; un poco lejos de él, dos indígenas con sus armas y equipaje en actitud de caminantes. Al pie del cuadro aparece la palabra “Chalma”, queriendo manifestar: “Procedente de Chalco” o “Arena que está a la mano”
5.	En el tercer trapecio, ascendiendo, aparece un lugar pantanoso en cual crecen plantas con flores silvestres, notándose la palabra: “Chiautempan”, que traducida al romance quiere decir “Templo en lugar pantanoso” o “A la Orilla de la Ciénega”. En efecto, es muy probable que en el lugar que ocupa hoy el Convento de San Francisco, haya existido el “Tiopan”, “Teopan” o “Teupan” antiguo, que se veneró por el propio pueblo de Chiautempan, y muchísimos más de la comarca, a la diosa “Toci”, que en lenguaje de nuestros mayores expresó “Abuela de los Dioses”.
6.	En el cuarto trapecio, hay una piedra o roca curvilínea, a cuyos lados crece la hierba y encima el musgo. En su base lleva igualmente la palabra náhuatl “Tecuepohtzi”, cuyo sentido es: “Piedra que da la vuelta” o “Donde da vuelta la piedra”.
7.	En el paralelogramo que está encima del anterior trapecio, se destaca la figura del conquistador Hernán Cortés, en su retrato más popular y al pie de ella la palabra “Cortés”.
8.	En el paralelogramo de la parte superior derecha, se mira la figura del Crucificado, al pie de la cual se leen las palabras Latinas “Deo Sancte”, “Dios Santo”, debiendo ser en correcto latín “Deus Sanctus”; transcurrido el tiempo, se elidió la O final del primer nombre y la C Intermedia del Adjetivo, dejándose solo la composición contracta “Desante”, que es como se llama ahora este barrio.
9.	El polígono central se haya dividido por una línea de dos figuras geométricas, con distintos ciclos históricos; la primera es una paralelogramo en que aparecen al fondo el “Cuahtlapanga”, y la “Matlalcueyetl” o “Malintzin (volcán)” como se llama hoy, con copos de nubes a los lados, uniendo a estos dos cerros, un arco iris en el centro, emergiendo de las aguas, un templo primitivo sirve de pedestal a la joven Diosa “Matlalcueye” o Venus Tlaxcalteca. Al pie de esta diosa y contrapuestos dos templos: El de la “Toci”, la primitiva deidad aborigen y el del Convento, dedicado en principio a La Sra. Santa Ana por los franciscanos españoles.
10.	En el pentágono la nueva patrona del pueblo, ya expresada, enseñando a su hija María a hilar en rueca; frente a estas dos figuras, un telar primitivo en que aparece un fraile franciscano enseñando a tejer a un indio, al pie del telar, una polea apiñonada o dentada, como símbolo de la evolución, que va sufriendo la industria de los tejidos de lana que se elaboran en Chiautempan; y, por último, se representan tres arroyos, que nacen y fertilizan a esta misma población: El de “Tlapacoya”, el de “Chiautempan” y el de “Los Negros”
- Datos: Q5837868